# Cis notatus
Cis notatus là một loài bọ cánh cứng trong họ Ciidae. Loài này được Fauvel miêu tả khoa học năm 1904.